# Jocelyne Taillon
Jocelyne Taillon (née le 19 mai 1941 à Doudeville, morte le 10 juin 2004 à Rouen) est une chanteuse lyrique française.

## Discographie et filmographie
- Tatiana Troyanos, Didon, Jessye Norman, Cassandre, Plácido Domingo, Enée, Allan Monk, Chorèbe, Paul Plishka, Narbal, Jocelyne Taillon, Anna, Metropolitan Opera, Chorus and Ballet, Dir. James Levine, mise scène Fabrizio Melano. 2 DVD Deutsche Grammophon 1983 report 2007.